# Leptostylis vemae
Leptostylis vemae is een zeekommasoort uit de familie van de Diastylidae. De wetenschappelijke naam van de soort is voor het eerst geldig gepubliceerd in 1967 door Bacescu-Mester.